# Lijst van Tsjechische ministers van Arbeid en Sociale Zaken
Dit is een lijst van ministers van Arbeid en Sociale Zaken van de Tsjechische Republiek.
| Minister van Arbeid en Sociale Zaken | Minister van Arbeid en Sociale Zaken | Minister van Arbeid en Sociale Zaken | Ambtstermijn     | Ambtstermijn     | Partij(en) | Premier(s)                   | Kabinet(ten) |
| ------------------------------------ | ------------------------------------ | ------------------------------------ | ---------------- | ---------------- | ---------- | ---------------------------- | ------------ |
|                                      | Jindřich Vodička                     | Jindřich Vodička (1952)              | 1 januari 1993   | 7 november 1997  | ODS        | Václav Klaus (1993–1997)     | V. Klaus I   |
| V. Klaus II                          | Jindřich Vodička                     | Jindřich Vodička (1952)              | 1 januari 1993   | 7 november 1997  | ODS        | Václav Klaus (1993–1997)     |              |
|                                      |                                      | Stanislav Volák (1947)               | 7 november 1997  | 17 juli 1998     | ODS        | Václav Klaus (1993–1997)     |              |
| ODS (1997–98)                        | Josef Tošovský (1997–1998)           | Stanislav Volák (1947)               | 7 november 1997  | 17 juli 1998     | Tošovský   |                              |              |
|                                      | Josef Tošovský (1997–1998)           | Stanislav Volák (1947)               | 7 november 1997  | 17 juli 1998     | Tošovský   | US-DEU (1998)                |              |
|                                      | Vladimír Špidla                      | Vladimír Špidla (1951)               | 17 juli 1998     | 12 juli 2002     | ČSSD       | Miloš Zeman (1998–2002)      | Zeman        |
|                                      | Zdeněk Škromach                      | Zdeněk Škromach (1956)               | 12 juli 2002     | 16 augustus 2006 | ČSSD       | Vladimír Špidla (2002–2004)  | Špidla       |
| Stanislav Gross (2004–2005)          | Zdeněk Škromach                      | Zdeněk Škromach (1956)               | 12 juli 2002     | 16 augustus 2006 | ČSSD       | Gross                        |              |
| Jiří Paroubek (2005–2006)            | Zdeněk Škromach                      | Zdeněk Škromach (1956)               | 12 juli 2002     | 16 augustus 2006 | ČSSD       | Paroubek                     |              |
|                                      | Petr Nečas                           | Petr Nečas (1964)                    | 16 augustus 2006 | 9 mei 2009       | ODS        | Mirek Topolánek (2006–2009)  | Topolánek I  |
| Topolánek II                         | Petr Nečas                           | Petr Nečas (1964)                    | 16 augustus 2006 | 9 mei 2009       | ODS        | Mirek Topolánek (2006–2009)  |              |
|                                      |                                      | Petr Šimerka (1948)                  | 9 april 2009     | 28 juni 2010     | O          | Jan Fischer (2009–2010)      | Fischer      |
|                                      | Jaromír Drábek                       | Jaromír Drábek (1965)                | 28 juni 2010     | 31 oktober 2012  | TOP 09     | Petr Nečas (2010–2013)       | Nečas        |
| Vacant                               |                                      |                                      |                  |                  |            | Petr Nečas (2010–2013)       | Nečas        |
|                                      | Ludmila Müllerová                    | Ludmila Müllerová (1954)             | 16 november 2012 | 25 juni 2013     | TOP 09     | Petr Nečas (2010–2013)       | Nečas        |
|                                      | František Koníček                    | František Koníček (1953)             | 25 juni 2013     | 17 januari 2014  | O          | Jiří Rusnok (2013–2014)      | Rusnok       |
|                                      | Michaela Marksová                    | Michaela Marksová (1969)             | 17 januari 2014  | 6 december 2017  | ČSSD       | Bohuslav Sobotka (2014–2017) | Sobotka      |
|                                      |                                      | Jaroslava Němcová (1971)             | 6 december 2017  | 28 juni 2018     | ANO        | Andrej Babiš (2017–2021)     | Babiš I      |
|                                      | Petr Krčál                           | Petr Krčál (1964)                    | 28 juni 2018     | 18 juli 2018     | ČSSD       | Andrej Babiš (2017–2021)     | Babiš II     |
|                                      | Jana Maláčová                        | Jana Maláčová (1981)                 | 18 juli 2018     | 28 november 2021 | ČSSD       | Andrej Babiš (2017–2021)     | Babiš II     |
|                                      | Marian Jurečka                       | Marian Jurečka (1981)                | 28 november 2021 | heden            | KDU-ČSL    | Petr Fiala (2021–heden)      | Fiala        |

Minister-president · Arbeid en Sociale Zaken · Binnenlandse Zaken · Buitenlandse Zaken · Cultuur · Defensie · Financiën · Industrie en Handel · Justitie · Landbouw · Milieu · Onderwijs, Jeugd en Lichamelijke Opvoeding · Regionale Ontwikkeling · Verkeer · Volksgezondheid · zonder portefeuille

Voormalige ministeries: 

Informatica